# Sveriges Kommunikatörer
Sveriges Kommunikatörer är ett yrkesnätverk för de som arbetar professionellt med kommunikation. Föreningen arbetar med nätverk, kompetensutveckling och omvärldsbevakning. Sveriges Kommunikatörer stödjer också forskning inom strategisk kommunikation.
Föreningen bildades i sin första form 1950 av statliga och rikstäckande organisationers pressombudsmän, dåtidens pressansvariga. Föreningen har 7 800 medlemmar och är den näst största kommunikationsföreningen i Europa efter den i Storbritannien.

## Historia
- 1950: 12 pressombudsmän bildar Sveriges Pressombudsmän
- 1959: Föreningen antar ett nytt namn, Sveriges Pressombudsmän, Association of Swedish Public Relations Officers, FSPR.
- 1960: Föreningen byter namn på nytt nu till Sveriges Public Relations Förening, SPR. Nu har föreningen ca 100 medlemmar. Under senare halvan av 60-talet etableras föreningens kansli, verksamheten organiseras i kommittéer där medlemmar arbetar ideellt för olika ändamål t.ex. Program, Utbildning och Film. Filmkommittén arbetar med den nystartade Guldklappan, en festival för beställningsfilm. Södra och Västra kretsarna bildas för att stärka det lokala och regionala nätverket.
- 1971: När 500 personer är medlemmar, bildar föreningen ett serviceaktiebolag, Sveriges Public Relations AB.
- 1975: 600 medlemmar är det vid årsskiftet 1974/1975 och föreningen firar 25-årsjubileum. Norra kretsen bildas och den omfattar huvudstaden och resten av landet norr om Stockholm.
- 1980: SPR har ca 800 medlemmar.
- 1984: Ett forum för erfarenhetsutbyte kollegor emellan, Erfagrupperna, bildas.
- 1990: Stora Informationspriset delas ut för första gången. Mottagare är Armén.
- 1991: Sveriges Public Relations Förening byter namn till Sveriges Informationsförening på hösten. En generalsekreterartjänst inrättas också under året.
- 1992: Föreningen går ihop med SOFI, Sveriges Offentliga Informatörer.
- 1995: Return on Communications, ett utvecklingsprojekt om icke-materiella värden, påbörjas under 1995.
- 1997: Föreningen publicerar sin första hemsida på Internet den 1 oktober 1997.
- 1998: Vid årsskiftet 1997/1998 passerar medlemsantalet 3 000.
- 2000: Föreningen firar 50-årsjubileum.
- 2003: Forskningsrojektet "Verksamhetsnyttig information och kommunikation" startas i samarbete med Handelshögskolan.
- 2005: Föreningen antar nya etiska yrkesnormer.
- 2006: 4 650 medlemmar. Sveriges Informationsförening och pr-branschorganisationen Precis presenterar Informationsindex, en undersökning som visar att branschen omsatte totalt 36 miljarder kronor år 2005.
- 2008: Föreningen lanserade den nya visionen Fler och mer kommunikativa organisationer.
- 2012: Sveriges Informationsförening byter namn till Sveriges Kommunikatörer.
- 2013: Medlemsantalet stiger till 6100 medlemmar. Arbetet i regionerna utvecklas och verksamheten finns nu i tio städer.
- 2014: 6 500 medlemmar.

## Ordförande och generalsekreterare genom tiderna

### Ordförande
- 1950–1958 – Malcolm Björkman, Statens Järnvägar
- 1958–1962 – Pekka Laurén, Publicitas AB
- 1962–1964 – Hans Wahlberg, Margarinbolaget
- 1964–1965 – Lars Gröndal, Svenska Shell AB
- 1965–1968 – Bertil Nordenfeldt, Svenska Bryggareföreningen
- 1968–1972 – Kaj Sandell, Saab-Scania AB
- 1972–1973 – Göran Sjöberg, AGA AB
- 1973–1975 – Bengt Hane, Volvo AB
- 1975–1978 – Lars Törnblom, Statsföretag AB
- 1978–1981 – Henry Gunnarsson, Intervaco Information AB
- 1981–1983 – Rune Borg, S-E-Banken
- 1983–1984 – Roger Johansson, Sveriges Verkstadsförening
- 1984–1986 – Björn Åkerblom, Alfa-Laval AB
- 1986–1989 – Inger Nyberg, Jordbrukets Provkök
- 1989–1994 – Helge Jonsson, Vattenfall
- 1994–1996 – Nils Ingvar Lundin, Ericsson
- 1996–1998 – Sverker Littorin, Elekta/Pharmadule
- 1998–2001 – Klas Råsäter, SPP
- 2001–2003 – Bodil Ericsson, Axfood AB
- 2003–2007 – Bengt Möller, Vasakronan AB
- 2007–2013 - Cecilia Schön Jansson, SAAB
- 2013–     - Per Mossberg, PostNord

### Generalsekreterare/VD
- 1991–1993 - Bo Wickman
- 1994–2009 - Margaretha Sjöberg Boström
- 2009–2009 - Bengt Möller (tf)
- 2009–2011 - Sylvia Nylin
- 2011–2017 - Cecilia Schön Jansson
- 2018–2022 - Hanna Brogren
- 2022– Caroline Thunved